# Campeonato de España de Selecciones Autonómicas de Baloncesto Cadete Femenino
El Campeonato de España de Selecciones Autonómicas Cadete Femenino es una competición anual de baloncesto de categoría U16 en la que participan las selecciones autonómicas femeninas de España. La organiza la Federación Española de Baloncesto y suele disputarse a comienzos de enero.

## Formato de competición
Participan las 19 selecciones autonómicas españolas. El torneo se disputa en cinco días, con el siguiente sistema:
- Fase de grupos: cinco grupos (A–E). Habitualmente A–C con cuatro equipos y D–E con tres.
- Cuartos de final: avanzan los dos primeros de A, B y C, y los líderes de D y E (8 equipos).
- Fase final (cuartos, semifinales y final) y cruces por los puestos 9.º–16.º. Los 4.º de B, C y D juegan un triangular por 17.º–19.º.

## Selecciones participantes
Andalucía, Aragón, Asturias, Islas Baleares, Canarias, Cantabria, Castilla-La Mancha, Castilla y León, Cataluña, Ceuta, Comunidad Valenciana, Extremadura, Galicia, La Rioja, Madrid, Melilla, Murcia, Navarra y País Vasco.

## Historial
| Ed.    | Año  | Sede                   | Resultado   | Oro                  | Plata           | Bronce               |
| ------ | ---- | ---------------------- | ----------- | -------------------- | --------------- | -------------------- |
| I      | 1992 | Málaga                 | —           | Cataluña             | Madrid          | Andalucía            |
| II     | 1993 | Santiago de Compostela | —           | Cataluña             | Canarias        | Andalucía            |
| III    | 1994 | Lloret                 | —           | Cataluña             | Canarias        | Castilla y León      |
| IV     | 1995 | Durango                | —           | Cataluña             | Madrid          | Islas Baleares       |
| V      | 1996 | Arrecife               | —           | Cataluña             | Canarias        | País Vasco           |
| VI     | 1997 | Palencia               | —           | Cataluña             | Madrid          | País Vasco           |
| VII    | 1998 | Pamplona               | —           | Cataluña             | Madrid          | Andalucía            |
| VIII   | 1999 | Granada                | —           | Cataluña             | Castilla y León | Andalucía            |
| IX     | 2000 | Huesca                 | —           | Cataluña             | Andalucía       | Madrid               |
| X      | 2001 | Torrelavega            | —           | Canarias             | Cataluña        | Madrid               |
| XI     | 2002 | Cantabria              | —           | Cataluña             | Castilla y León | Andalucía            |
| XII    | 2003 | Torrelavega            | —           | Cataluña             | Madrid          | Castilla y León      |
| XIII   | 2004 | Santiago de Compostela | —           | Cataluña             | Madrid          | Castilla y León      |
| XIV    | 2005 | Santiago de Compostela | —           | Cataluña             | País Vasco      | Galicia              |
| XV     | 2006 | San Fernando           | —           | Cataluña             | Madrid          | Aragón               |
| XVI    | 2007 | San Fernando           | 73–46       | País Vasco           | Madrid          | Cataluña             |
| XVII   | 2008 | Cáceres                | —           | Canarias             | País Vasco      | Cataluña             |
| XVIII  | 2009 | Cáceres                | —           | Canarias             | Cataluña        | Aragón               |
| XIX    | 2010 | Zaragoza               | —           | Madrid               | Islas Baleares  | Comunidad Valenciana |
| XX     | 2011 | Córdoba                | 60–52       | Canarias             | Cataluña        | Comunidad Valenciana |
| XXI    | 2012 | Valladolid             | 75–55       | Castilla y León      | País Vasco      | Cataluña             |
| XXII   | 2013 | Zaragoza               | —           | Canarias             | Cataluña        | Madrid               |
| XXIII  | 2014 | Cáceres                | 72–53       | Canarias             | País Vasco      | Galicia              |
| XXIV   | 2015 | Valladolid             | 68–67       | Castilla y León      | Canarias        | Cataluña             |
| XXV    | 2016 | Huelva                 | 57–50       | Cataluña             | Andalucía       | Castilla y León      |
| XXVI   | 2017 | Huelva                 | 61–45       | Cataluña             | País Vasco      | Andalucía            |
| XXVII  | 2018 | Valladolid             | 65–53       | Cataluña             | Madrid          | Andalucía            |
| XXVIII | 2019 | Huelva                 | —           | Andalucía            | Cataluña        | Aragón               |
| XXIX   | 2020 | Huelva                 | 74–62       | Cataluña             | Andalucía       | Canarias             |
| XXX    | 2021 | Huelva                 | 45–38       | Comunidad Valenciana | Andalucía       | Aragón               |
| XXXI   | 2022 | Huelva                 | 69–61       | Comunidad Valenciana | Cataluña        | Asturias             |
| XXXII  | 2023 | Huelva                 | 79–77 (pr.) | Cataluña             | Madrid          | Andalucía            |
| XXXIII | 2024 | Huelva                 | 55–50       | Madrid               | Cataluña        | Andalucía            |
| XXXIV  | 2025 | Huelva                 | 74–67       | Cataluña             | Madrid          | Canarias             |

## Palmarés
| Federación           | Oro | Plata | Bronce | Años campeonato |
| -------------------- | --- | ----- | ------ | --- |
| Cataluña             | 20  | 7     | 4      | 1992, 1993, 1994, 1995, 1996, 1997, 1998, 1999, 2000, 2002, 2003, 2004, 2005, 2006, 2016, 2017, 2018, 2020, 2023, 2025 |
| Canarias             | 6   | 4     | 2      | 2001, 2008, 2009, 2011, 2013, 2014                                                                                     |
| Madrid               | 2   | 11    | 3      | 2010, 2024 |
| Castilla y León      | 2   | 2     | 4      | 2012, 2015 |
| Comunidad Valenciana | 2   | 0     | 2      | 2021, 2022 |
| País Vasco           | 1   | 5     | 2      | 2007 |
| Andalucía            | 1   | 4     | 9      | 2019 |
| Islas Baleares       | 0   | 1     | 1      | — |
| Aragón               | 0   | 0     | 4      | — |
| Galicia              | 0   | 0     | 2      | — |
| Asturias             | 0   | 0     | 1      | — |